# Bogoševo
Bogoševo (em cirílico: Богошево) é uma vila da Sérvia localizada no município de Vladičin Han, pertencente ao distrito de Pčinja, na região de Južno Pomoravlje. A sua população era de 130 habitantes segundo o censo de 2011.

## Demografia
| 1948 | 1953 | 1961 | 1971 | 1981 | 1991 | 2002 | 2011 |
| ---- | ---- | ---- | ---- | ---- | ---- | ---- | ---- |
| 455  | 459  | 446  | 420  | 285  | 218  | 176  | 130  |